# Rodrigo Marín Bernal
Rodrigo Marín Bernal (Chinchiná,[cita requerida] Caldas; 28 de diciembre de 1931[cita requerida]-Bogotá, 30 de diciembre de 2014) fue un político y abogado colombiano. Fue ministro de Desarrollo Económico, Trabajo y Transporte.

## Biografía
Rodrigo Marín Bernal nació en Manizales Caldas, donde estudió derecho en la Universidad Nacional de Colombia llegó a ser de los opositores del presidente Gustavo Rojas Pinilla y se embarcó en las políticas de Laureano Gómez. En 1958 fue director del diario El Siglo hasta el 1971.
En 1974 ingresó a la política en el Partido Conservador a través del Senado de la República; después ocupó el cargo de ministro de Trabajo en el gobierno de Julio César Turbay.
En 1981 ingresó como el dirigente de Álvaro Gómez Hurtado la rama política conservadora y participó en la fundación en la coalición Movimiento de Salvación Nacional. En 1983 fue ministro de Desarrollo Económico en el gobierno de Belisario Betancur. En 1988 el M-19 lo secuestra por presiones políticas y meses lo liberan.
En 1992, Marín Bernal lanzó su precandidatura a la Presidencia de Colombia de 1994. En 1994 fue ministro de Transportes durante el gobierno de Ernesto Samper. En 2002 fue controlador distrital de Bogotá y en 2005 fue embajador de Colombia ante España. Falleció en Bogotá el 30 de diciembre de 2014 tras una complicación cerebrovascular.